# Generali Ladies Linz 2013
Generali Ladies Linz 2013 — тенісний турнір, що проходив на закритих кортах з твердим покриттям. Це був 27-й турнір Linz Open. Належав до категорії International в рамках Туру WTA 2013. Відбувся в TipsArena Linz у Лінці (Австрія) з 7 до 13 жовтня 2013 року.

## Учасниці в одиночному розряді

### Сіяні
| Країна     | Гравчиня             | Рейтинг1 | Сіяна |
| ---------- | -------------------- | -------- | ----- |
| Німеччина  | Анджелік Кербер      | 9        | 1     |
| США        | Слоун Стівенс        | 13       | 2     |
| Сербія     | Ана Іванович         | 14       | 3     |
| Іспанія    | Карла Суарес Наварро | 15       | 4     |
| Бельгія    | Кірстен Фліпкенс     | 19       | 5     |
| Румунія    | Сорана Кирстя        | 21       | 6     |
| Словаччина | Домініка Цібулкова   | 23       | 7     |
| Словаччина | Даніела Гантухова    | 31       | 8     |

- Рейтинг станом на 30 вересня 2013

### Інші учасниці
Нижче наведено учасниць, які отримали вайлдкард на участь в основній сітці:
- Анджелік Кербер
- Мелані Клаффнер
- Патріція Майр-Ахлайтнер

Нижче наведено гравчинь, які пробились в основну сітку через стадію кваліфікації:
- Каміла Джорджі
- Александра Крунич
- Катажина Пітер
- Крістина Плішкова

Учасниці, що потрапили до основної сітки як щасливий лузер:
- Марина Заневська

### Знялись з турніру
До початку турніру
- Алізе Корне
- Сімона Халеп
- Петра Квітова

## Учасниці в парному розряді

### Сіяні
| Країна     | Гравчиня           | Країна    | Гравчиня           | Рейтинг1 | Сіяна |
| ---------- | ------------------ | --------- | ------------------ | -------- | ----- |
| Канада     | Габріела Дабровскі | Польща    | Алісія Росольська  | 119      | 1     |
| Німеччина  | Юлія Гергес        | Німеччина | Андреа Петкович    | 124      | 2     |
| Словаччина | Жанетта Гусарова   | Чехія     | Рената Ворачова    | 134      | 3     |
| Німеччина  | Мона Бартель       | Румунія   | Ірина-Камелія Бегу | 142      | 4     |

- 1 Рейтинг подано станом на 30 вересня 2013

### Інші учасниці
Нижче наведено пари, які отримали вайлдкард на участь в основній сітці:
- Анніка Бек /  Сандра Клеменшиц
- Ліза-Марія Мозер /  Ніколь Роттманн

## Переможниці

### Одиночний розряд
- Анджелік Кербер —  Ана Іванович 6–4, 7–6(8–6)

### Парний розряд
- Кароліна Плішкова /  Крістина Плішкова —  Габріела Дабровскі /  Алісія Росольська 7–6(8–6), 6–4